# Sofia Berntson
Sofia Rebecca Hildegard Berntson, känd under sitt artistnamn Sofia (grekiska: Σοφια), född 4 augusti 1979 i Stockholm, Stockholms län, är en svensk sångare och låtskrivare som deltog i en av delfinalerna till Melodifestivalen 2007. Hennes grekiskt influerade bidrag "Hypnotized" ("Ipopta vlemata") har hon skrivit tillsammans med Jason Gill och Dimitrios Stassos. Berntson har tidigare varit bosatt i Aten.
Berntson deltog även i Melodifestivalen 2009 i deltävling 3 i Leksand. På grekiska framförde hon bidraget "Alla" (αλλά). Hon gick inte vidare till duell i sin deltävling, men blev däremot kvällens val av internationella juryn. Efter duellerna i andra chansen meddelades att Sofia var juryns val till finalen där hon slutade på tionde plats med 12 poäng.

## Diskografi
Singlar
- 2007 – "Hypnotized" (maxi-singel)
- 2008 – "Ποτέ" / "Τόσο Απλά" (grekisk utgåva)
- 2009 – "Pote" / "Pote" (Remix) (svensk utgåva)
- 2009 – "Alla" (Radio Mix) / "Alla" (Oscar Holter Remix)